# كولاسينا بيل
كولاسينا بيل وهو اسم سومري ظهر في قائمة الملوك السومريين وهو الملك الثاني لمدينة كيش بعد جشور، وحسب الاسطورة السومرية تقول أنه حكم لمدة 960 سنة وفي نسخ أخرى توقل انه حكم لمدة 900 سنة. هذا الاسم معناه باللغة الآكدية كلهم الرب غير معروف بالضبط متى حكم هذا الملك.